# مقاطعة لينكون (نيومكسيكو)
مقاطعة لينكون (بالإنجليزية: Lincoln County)‏ هي إحدى مقاطعات ولاية نيومكسيكو في الولايات المتحدة الأمريكية.